# Stenörter
Stenörter (Alyssum) är ett släkte av korsblommiga växter. Stenörter ingår i familjen korsblommiga växter.
I Sverige växer arten grådådra naturligt. 

## Bildgalleri

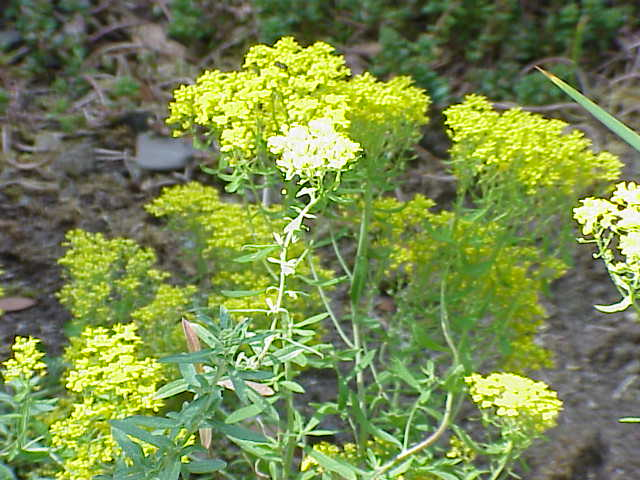
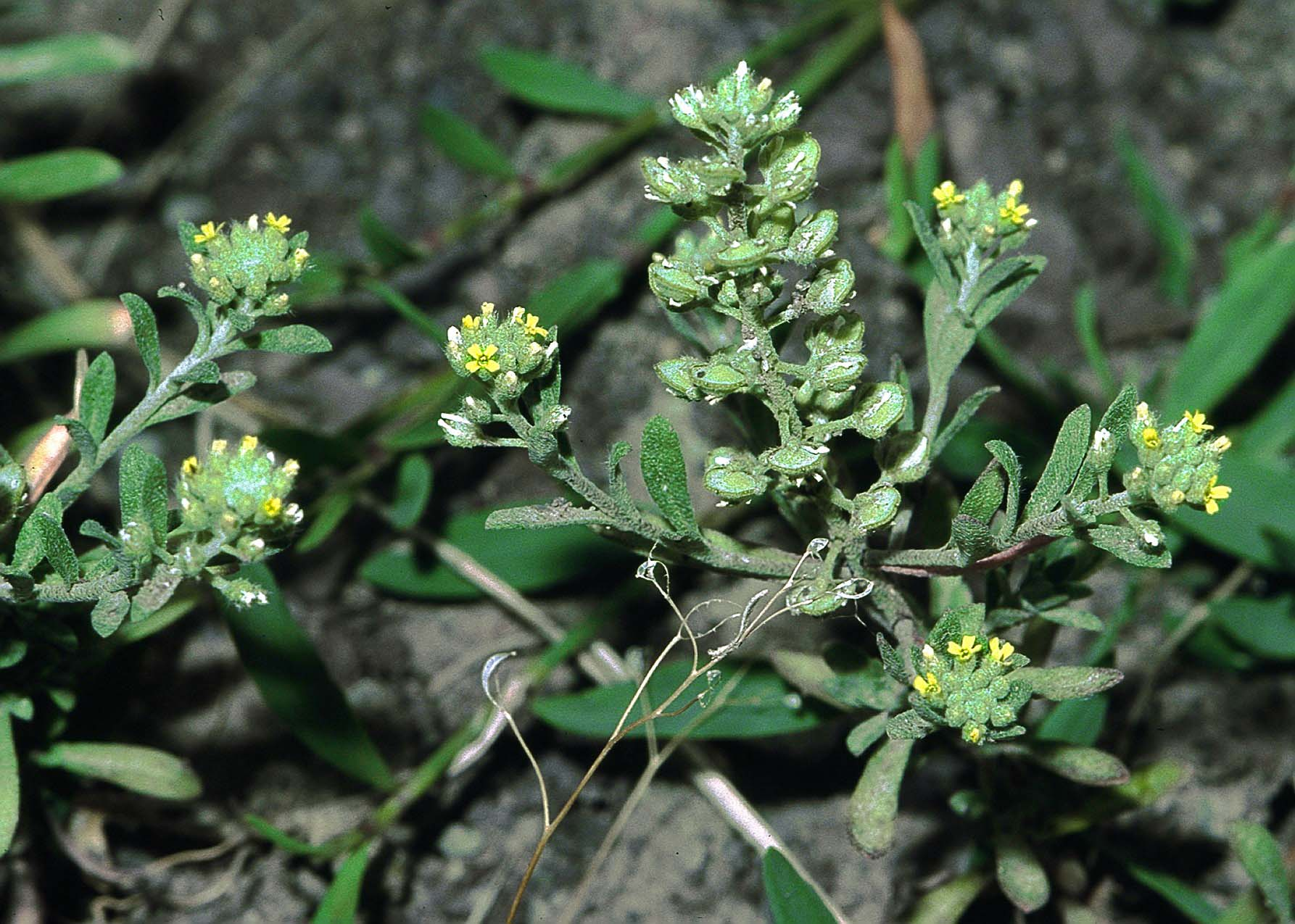
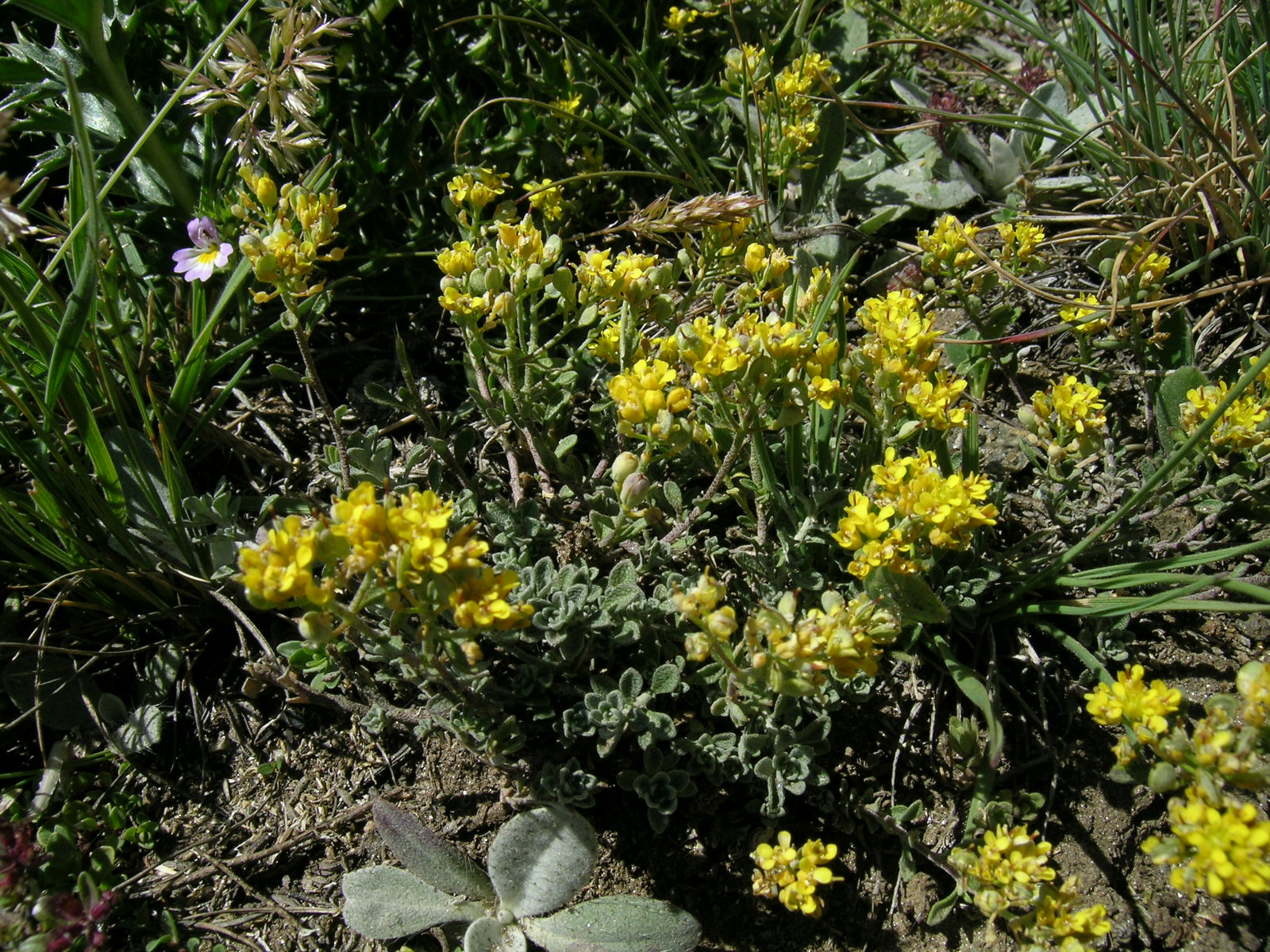
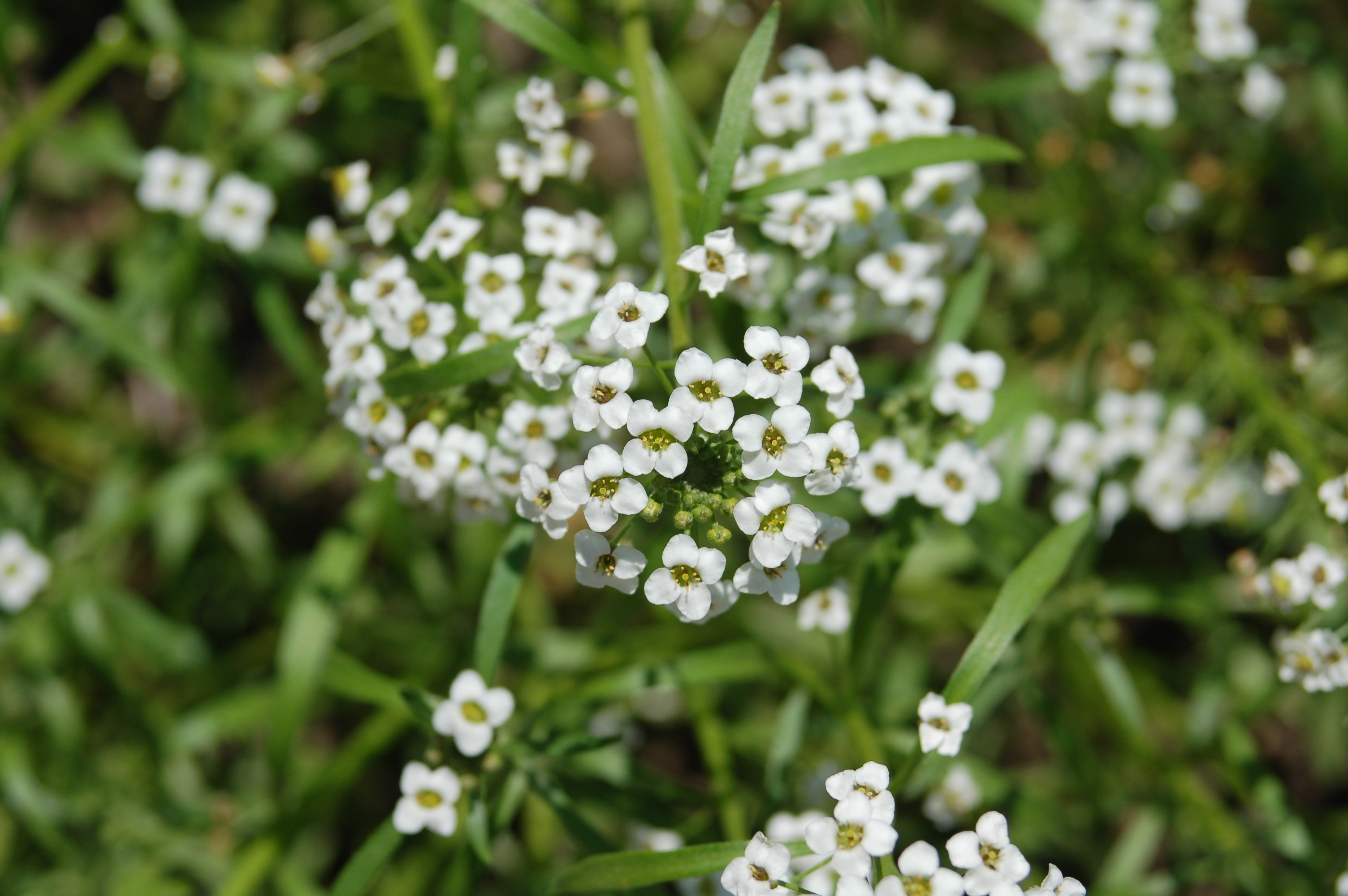
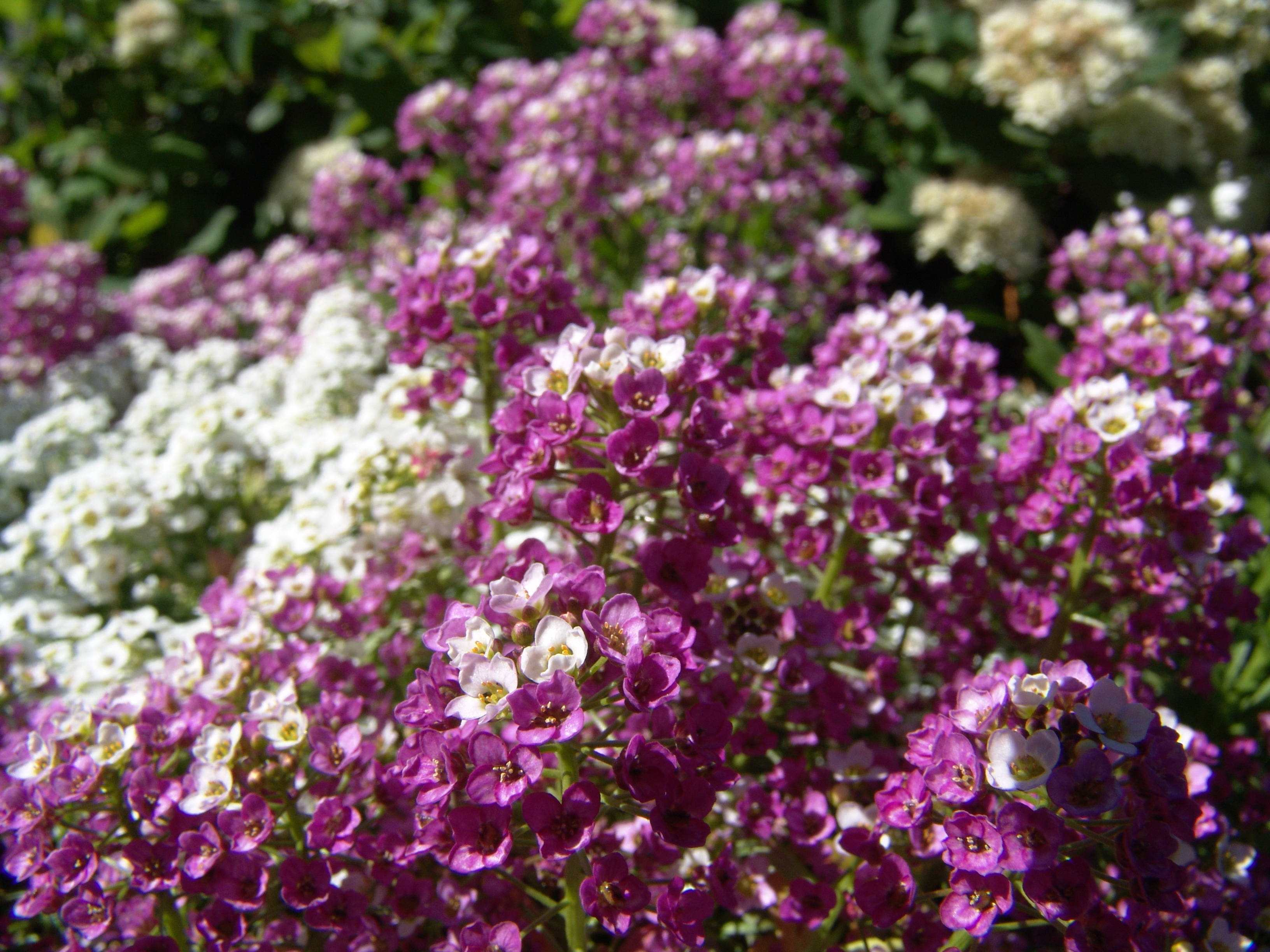
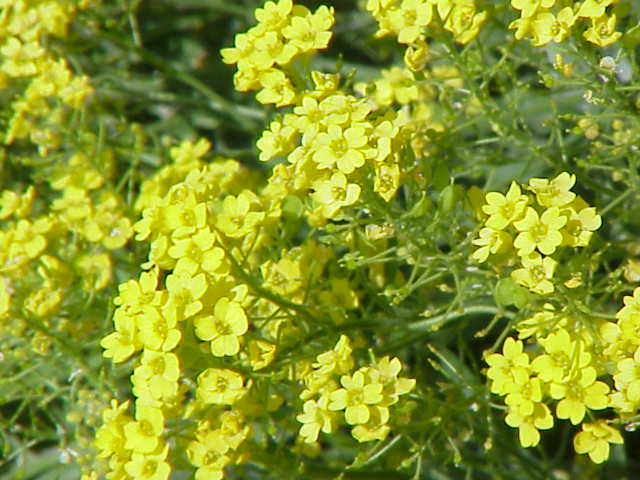

## Dottertaxa till Stenörter, i alfabetisk ordning[1]
- Alyssum aizoides
- Alyssum akamasicum
- Alyssum alpestre
- Alyssum alyssoides
- Alyssum anatolicum
- Alyssum andinum
- Alyssum antiatlanticum
- Alyssum argenteum
- Alyssum argyrophyllum
- Alyssum armenum
- Alyssum artwinense
- Alyssum atlanticum
- Alyssum aurantiacum
- Alyssum aureum
- Alyssum austrodalmaticum
- Alyssum baicalicum
- Alyssum bargalense
- Alyssum baumgartnerianum
- Alyssum bertolonii
- Alyssum blancheanum
- Alyssum blepharocarpum
- Alyssum bornmuelleri
- Alyssum borzaeanum
- Alyssum bracteatum
- Alyssum brughieri
- Alyssum bulbotrichum
- Alyssum caespitosum
- Alyssum callichroum
- Alyssum calycocarpum
- Alyssum canescens
- Alyssum caricum
- Alyssum cassium
- Alyssum cephalotes
- Alyssum chondrogynum
- Alyssum cilicicum
- Alyssum clausonis
- Alyssum condensatum
- Alyssum constellatum
- Alyssum contemptum
- Alyssum corningii
- Alyssum corsicum
- Alyssum corymbosoides
- Alyssum costei
- Alyssum crenulatum
- Alyssum cuneifolium
- Alyssum cypricum
- Alyssum dahuricum
- Alyssum damascenum
- Alyssum dasycarpum
- Alyssum davisianum
- Alyssum decoloratum
- Alyssum densistellatum
- Alyssum desertorum
- Alyssum diffusum
- Alyssum discolor
- Alyssum djurdjurae
- Alyssum doerfleri
- Alyssum dubertretii
- Alyssum dudleyi
- Alyssum emarginatum
- Alyssum embergeri
- Alyssum eriophyllum
- Alyssum erosulum
- Alyssum euboeum
- Alyssum fallacinum
- Alyssum fedtschenkoanum
- Alyssum filifolium
- Alyssum filiforme
- Alyssum flahaultianum
- Alyssum floribundum
- Alyssum foliosum
- Alyssum fragillimum
- Alyssum fulvescens
- Alyssum gadorense
- Alyssum gehamense
- Alyssum giosnanum
- Alyssum granatense
- Alyssum gustavssonii
- Alyssum hajastanum
- Alyssum hakaszkii
- Alyssum handelii
- Alyssum haradjianii
- Alyssum harputicum
- Alyssum haussknechtii
- Alyssum heideri
- Alyssum heldreichii
- Alyssum heterotrichum
- Alyssum hirsutum
- Alyssum homalocarpum
- Alyssum huber-morathii
- Alyssum huetii
- Alyssum idaeum
- Alyssum inflatum
- Alyssum iranicum
- Alyssum klimesii
- Alyssum kurdicum
- Alyssum lanceolatum
- Alyssum lanigerum
- Alyssum lassiticum
- Alyssum lenense
- Alyssum lepidoto-stellatum
- Alyssum lepidotum
- Alyssum lesbiacum
- Alyssum libanoticum
- Alyssum linifolium
- Alyssum loiseleurii
- Alyssum luteolum
- Alyssum lycaonicum
- Alyssum macrocalyx
- Alyssum macropodum
- Alyssum magicum
- Alyssum markgrafii
- Alyssum masmenaeum
- Alyssum meniocoides
- Alyssum microphylliforme
- Alyssum microphyllum
- Alyssum minutum
- Alyssum moellendorfianum
- Alyssum montanum
- Alyssum mouradicum
- Alyssum mozaffarianii
- Alyssum muelleri
- Alyssum mughlaei
- Alyssum murale
- Alyssum nebrodense
- Alyssum nevadense
- Alyssum nezaketiae
- Alyssum niveum
- Alyssum numidicum
- Alyssum obovatum
- Alyssum obtusifolium
- Alyssum ochroleucum
- Alyssum odoratum
- Alyssum orbelicum
- Alyssum ovirense
- Alyssum oxycarpum
- Alyssum paphlagonicum
- Alyssum pateri
- Alyssum patulum
- Alyssum peltarioides
- Alyssum penjwinense
- Alyssum persicum
- Alyssum pinifolium
- Alyssum pogonocarpum
- Alyssum polycladum
- Alyssum praecox
- Alyssum propinquum
- Alyssum pseudomouradicum
- Alyssum pterocarpum
- Alyssum pulvinare
- Alyssum repens
- Alyssum robertianum
- Alyssum rostratum
- Alyssum samariferum
- Alyssum samium
- Alyssum scardicum
- Alyssum scutigerum
- Alyssum serpyllifolium
- Alyssum sibiricum
- Alyssum siculum
- Alyssum simplex
- Alyssum singarense
- Alyssum smolikanum
- Alyssum smyrnaeum
- Alyssum speciosum
- Alyssum sphacioticum
- Alyssum stapfii
- Alyssum stipitatum
- Alyssum stribryni
- Alyssum strictum
- Alyssum strigosum
- Alyssum stylare
- Alyssum subbaicalicum
- Alyssum subspinosum
- Alyssum sulphureum
- Alyssum syriacum
- Alyssum szarabiacum
- Alyssum szovitsianum
- Alyssum tavolarae
- Alyssum taygeteum
- Alyssum tenium
- Alyssum tenuifolium
- Alyssum tetrastemon
- Alyssum thymops
- Alyssum tortuosum
- Alyssum trapeziforme
- Alyssum trichocarpum
- Alyssum troodi
- Alyssum turgidum
- Alyssum turkestanicum
- Alyssum umbellatum
- Alyssum wierzbickii
- Alyssum virgatum
- Alyssum wulfenianum
- Alyssum xanthocarpum